# Cabezón de la Sierra
Cabezón de la Sierra ist ein Ort und eine Gemeinde (municipio) mit 36 Einwohnern (Stand: 2024) im Südosten der Provinz Burgos in der Autonomen Region Kastilien-León im Norden Spaniens. Sie liegt im Weinbaugebiet Ribera del Duero.

## Lage und Klima
Cabezón de la Sierra liegt etwa 65 Kilometer südsüdöstlich von Burgos in Altkastilien in einer Höhe von ca. 945 m. 
Das Klima im Winter ist rau, im Sommer dagegen gemäßigt und warm; Regen (ca. 874 mm/Jahr) fällt überwiegend im Winterhalbjahr.

## Bevölkerungsentwicklung
| Jahr      | 1970 | 1981 | 1991 | 2001 | 2011 | 2021 |
| Einwohner | 100  | 51   | 90   | 75   | 58   | 40   |

Die Mechanisierung der Landwirtschaft und die Aufgabe von bäuerlichen Kleinbetrieben haben in der zweiten Hälfte des 20. Jahrhunderts zu einem deutlichen Bevölkerungsschwund geführt.

## Wirtschaft
Die Landwirtschaft, zu der auch ein wenig Viehzucht (z. B. Schweine, Hühner) gehörte, spielte seit jeher die wichtigste Rolle für die Bevölkerung der Gemeinde.

## Sehenswürdigkeiten
- Vinzenzkirche (Iglesia de San Vicente Mártir)
- ehemaliges Empfangsgebäude der Santander-Mittelmeer-Bahn

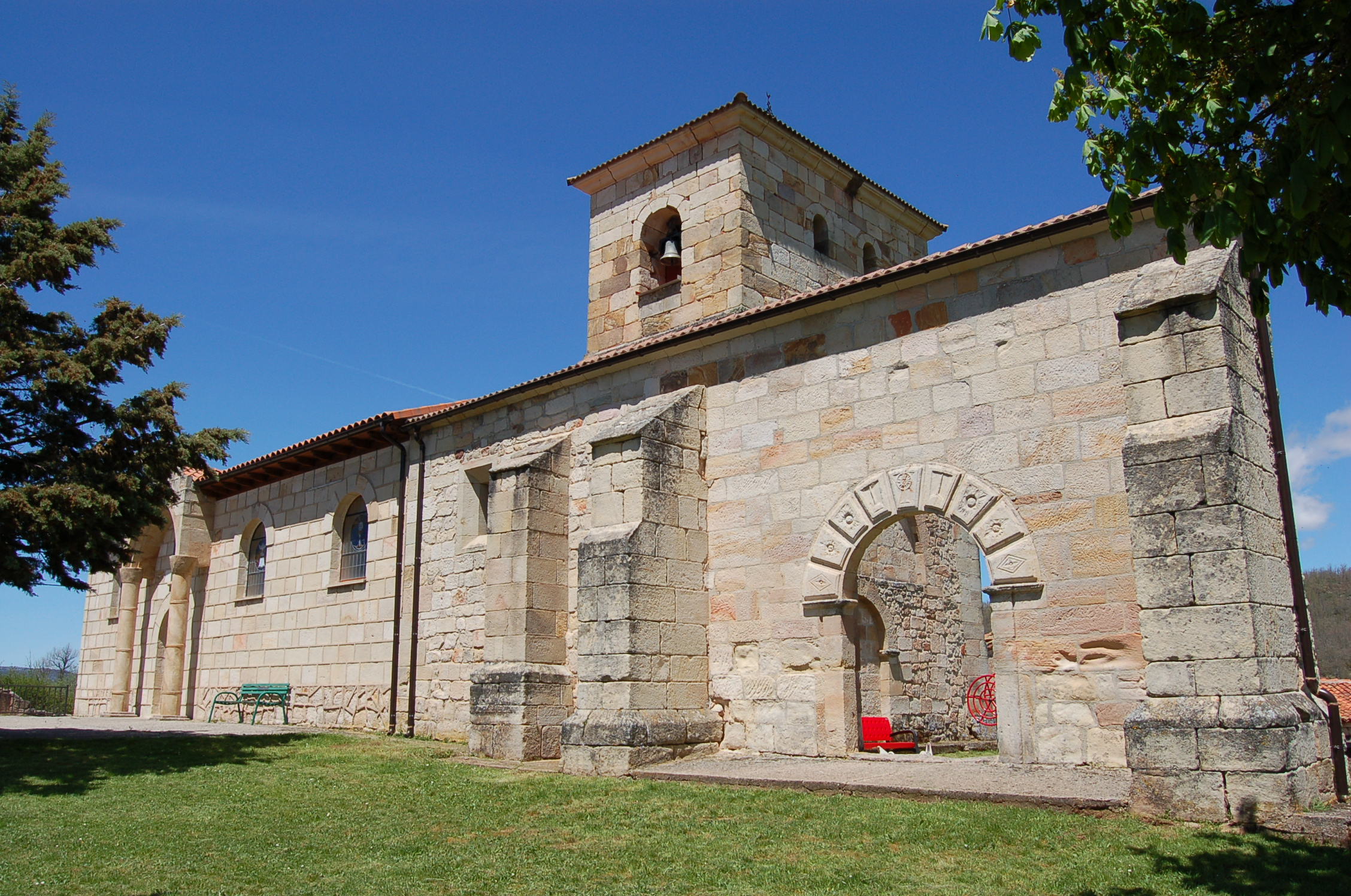
Vinzenzkirche
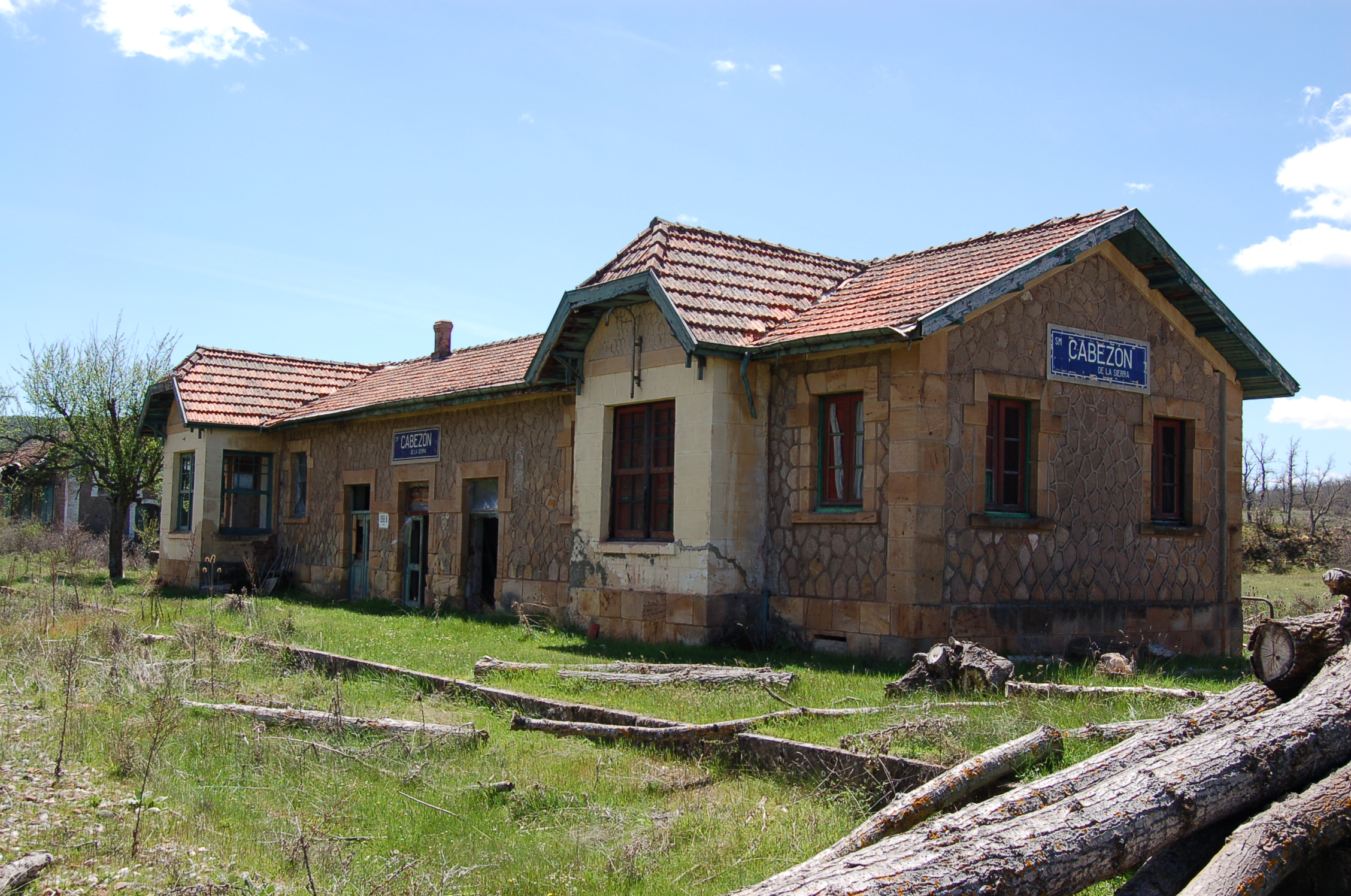
Früheres Empfangsgebäude